# Mahakala omnogovae
Mahakala (namnet härstammar från buddhismen), släkte med små dinosaurier som påträffats i Ömnögobi, Mongoliet, där den tros ha levt i slutet av kritaperioden. Fossilet hittades i ett sandstenslager vid Djadokhta Formation som dateras till någon gång under Campanian-skedet, cirka 80 miljoner år sedan. Fyndet publicerades i journalen Science i September 2007. Holotypen (IGM 100/1033) är bland annat baserad på fragment av skallen, bakben, tarmben, några svanskotor och ett ben från underarmen.

## Utseende
Mahakala var en liten dinosaurie som mätte omkring 0,7 meter från nos till svansspets. I likhet med andra dromaeosaurider var det troligen ett gracilt byggt djur som gick på bakbenen och balanserade kroppen med en smal svans. Tå II på båda fötterna hade en uppfällbar, krökt klo som kan ha fungerat som vapen. Man tror att Mahakala hade kroppen täckt med fjädrar, då det har påträffats på vissa av dess släktingar. Frambenen verkar ha varit anmärkningsvärt korta för en dromaeosaurid, som annars tenderade att ha ganska långa framben.

## Taxonomi och fylogenes

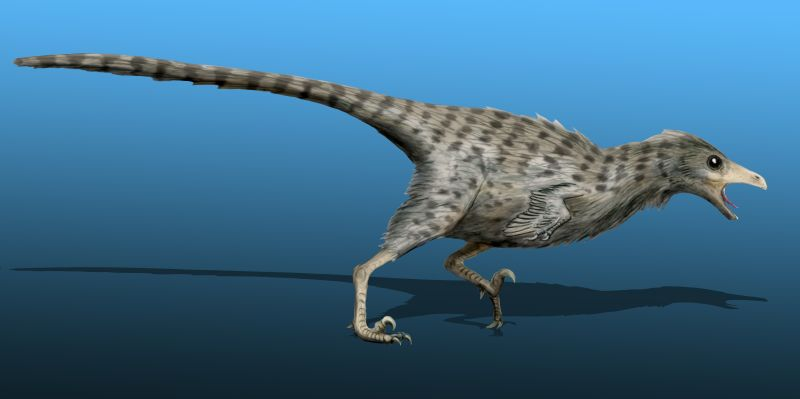
Teckning av Mahakala.

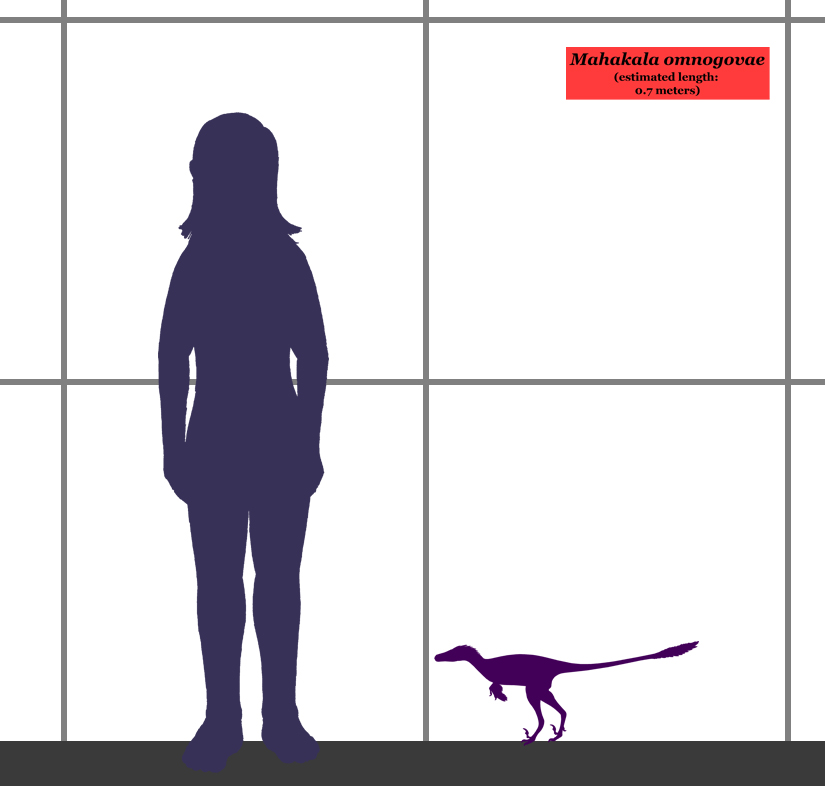
Storleken hos Mahakala jämfört med en människa.

Mahakala klassificeras som en medlem av Dromaeosauridae, en familj med vanligtvis småvuxna theropoder som florerade under större delen av kritaperioden. Dromaeosauridae betraktas också som nära släkt med fåglarna, som av majoriteten med forskare idag betraktas som ättlingar till dinosaurierna. 
Mahakala har beskrivits som den mest basala dromaeosauriden. Detta i kombination med att den är av sån ringa storlek har gjort den mycket viktig för forskarna i frågan om dinosauriers och fåglars förmodade släktskap. Dromaeosauridae formar tillsammans med de närbesläktade Troodontiderna infraordningen Deinonychosauria, som tros vara en systertaxon till fåglarna (Aves). Eftersom Mahakala dels är så liten till växten och dels så basal (och därmed antas stå nära uppbrytningen mellan Deinonychosauria och fåglar) anser forskarna som publicerade fyndet att detta tyder på att småväxt bland coelurosaurier påbörjades innan fåglarna började utvecklas. Tidigare hade forskare trott att fåglarnas förfäder hade minskad kroppsstorlek som ett sista steg i utvecklingen till flygare, men nu hävdas det att Mahakala visar att småväxt förekom hos fågelliknande dinosaurier innan splittningen mellan Deinonychosaurier och fåglar började. Julia Clarke sade att Mahakala "visar att dinosaurier utvecklade små storlekar tidigare än vi trott förut"